# Детриніт

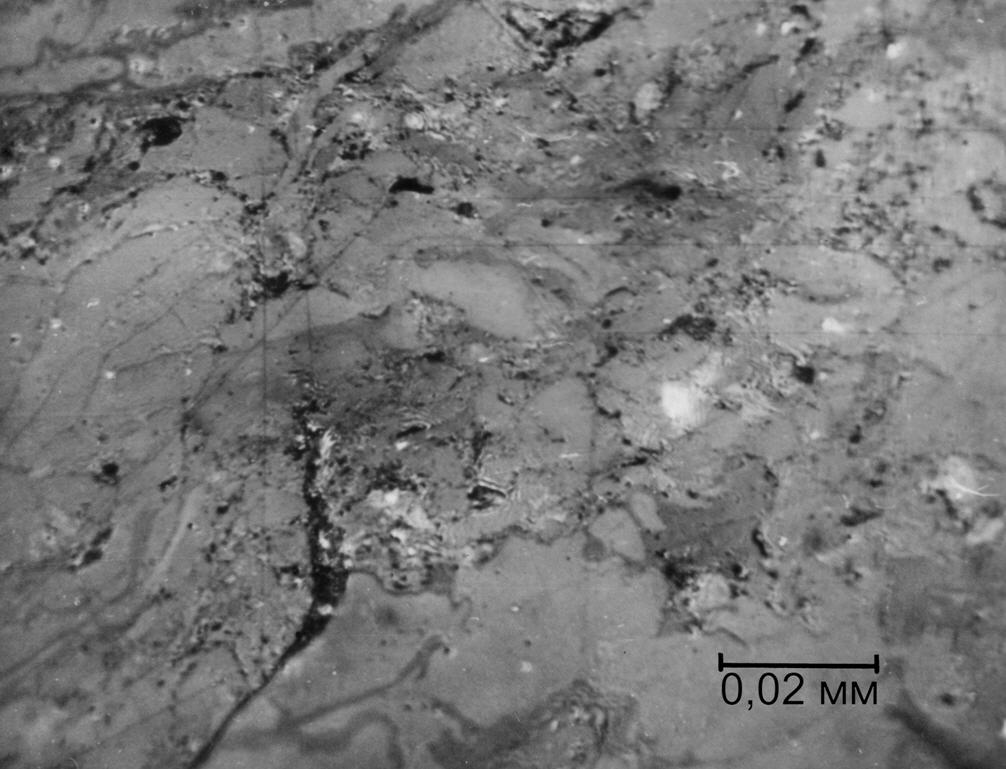
Вітродетриніт: вугілля перехідне від бурого до кам'яного. Відбите світло, імерсія. Шкала 0,02 мм.

Інертодетриніт.JPG

Детриніт (рос.детринит, англ. detritus, нім. Detritus m) — термін для позначення асоціацій найдрібніших частинок вітринітової, інертинітової, ліптинітової природи.
Утворився в результаті відкладів рослинного матеріалу, біохімічного розкладу та переносу. У сучасній класифікації виділені: вітродетриніт (гумодетриніт вугілля бурого), інертодетриніт та ліптодетриніт.
Розмір частинок:
- вітродетриніту — менше 10 мкм,
- інертодетриніту — менше 20 мкм,
- ліптодетриніту — 2-3 мкм (ISO 7401-1-84).

Д. присутній майже у всіх типах вугілля викопного у різних поєднаннях та співвідношеннях. Д. в пластах вугілля складає шари різної потужності, рідше — пласти в цілому.
Син. — аттрит.